# Haibatulá Ajundzadá
Haibatulá Ajundzadá (en pastún: هبت الله اخونزاده; en árabe: هيبة الله أخوند زاده Haibatullāh Aḫūnd Zādah; 7 de junio de 1961) es un militar y clerigo afgano que es el actual líder supremo de Afganistán bajo el régimen talibán. Ha liderado a los talibanes desde 2016 y llegó al poder con su victoria sobre las fuerzas respaldadas por Estados Unidos en la guerra de 2001-2021. Es una figura muy solitaria, casi no tiene huella digital, excepto una fotografía no verificada y varias grabaciones de audio de discursos.
Es un ulema, al que se considera emisor de la mayoría de las fetuas de los talibanes y fue el jefe de sus tribunales islámicos para la aplicación de la sharía. A diferencia de muchos líderes talibanes, se cree que Ajundzadá ha permanecido en el país durante la guerra de Afganistán.
Se convirtió en dirigente del grupo militante en mayo de 2016 tras la muerte del exlíder Akhtar Mansur en un ataque por un dron. Los talibanes también le otorgaron el título de Emir-al-Momineen (Príncipe de los creyentes) que sus dos predecesores habían llevado.

## Biografía
Ajundzada nació en 1961 en el distrito de Panjwai de la Provincia de Kandahar en el entonces Reino de Afganistán. Es de la etnia pastún y pertenece al clan o a la tribu noorzai. Su nombre, Hibatullah, que es mayormente utilizado como nombre de mujer, significa "regalo de Alá" en árabe.

## Rol en el mandato talibán en Afganistán (1996-2001)
Cuando los talibanes afganos capturaron la capital Kabul en 1996 y establecieron su emirato, Mawlawi Ajundzada fue nombrado Jefe de Justicia de Sharia del Emirato islámico de Afganistán. Más que un caudillo o comandante militar, tiene una reputación como líder religioso que estaba a cargo de emitir la mayoría de los fetuas talibanes y resolviendo asuntos religiosos entre los miembros del grupo. A diferencia de sus predecesores, quienes fueron educados en Pakistán y quienes también se cree que se trasladaban permanentemente hacia el este a través de la línea Durand después de la invasión de Estados Unidos en 2001 y durante de la consecuente Guerra de Afganistán, se cree que Ajundzada ha estado viviendo en Afganistán durante el periodo 2001–2016 sin que existan registros de viaje, aunque tiene estrechos vínculos con los Talíbanes Shura, establecidos en Quetta.

## Como nuevo líder talibán
Ajundzada fue nombrado comandante supremo talibán el 25 de mayo de 2016 en sustitución del Mulá Akhtar Mansour. Mansour y un segundo militante fueron asesinados cuando unos proyectiles disparados de un dron impactaron el vehículo en el que viajaban. El ataque fue aprobado por el presidente estadounidense Barack Obama. Ajundzada era anteriormente diputado por Mansour. Según fuentes de los talibanes, Mansour ya había nombrado a Ajundzada como su sucesor en su voluntad.
Un portavoz talibán dijo que Sirajuddin Haqqani fue nombrado primer diputado y mulá Mohammad Yaqoob, hijo de exlíder talibán mulá Omar, fue nombrado segundo diputado. Ajundzada dirige varias madrazas o escuelas religiosas, en el suroeste de Baluchistán, Pakistán.
Los analistas creen que hubo diferencias entre los rangos talibanes en quienes deseaban ser el nuevo líder. Los nombres sugeridos eran el mulá Yaqoob y Sirajuddin Haqqani, siendo este último el miembro más prominente con la Red Haqqani. Ajundzada, sin embargo, ha sostenido una identidad neutra entre el rango y filas del grupo. Para evitar conflictos, escogieron a Ajundzada como jefe, el talibán acordó que Yaqoob y Sirajuddin Haqqani trabajaran como sus diputados.
El 31 de octubre de 2021 fue visto en un seminario islámico en Kandahar, no fueron difundidos ni fotos ni videos.